# Cymbidieae
Cymbidieae é uma tribo da subfamília Epidendroideae da família Orchidaceae.

## Taxonomia
Era nossa intenção trazer aqui a classificação proposta pelo Genera Orchidacearum, no entanto esta tribo será abordada somente em futuros volumes desta série. A alternativa que se apresenta seria a de seguirmos as divisões propostas por Dressler, no entanto as descobertas recentes oriundas da filogenia alteraram grande parte de suas propostas. Decidimos então não nos preocuparmos em demasia com as subdivisões por outro lado privilegiando as informações sobre as novas relações de parentesco recém descobertas. Alertamos porém que algumas das divisões aqui apresentadas ainda não estão bem esclarecidas e algumas correções podem ser necessárias no futuro. De modo geral baseamo-nos em ambos os sistemas e em trabalhos avulsos já publicados procurando uma posição de neutralidade quanto às opiniões conflitantes de classificação.
A seguir apresentamos as divisões mais ou menos como em Dressler, porém adaptadas de acordo com a filogenia, por vezes em grupos extras de afinidades aos quais nomes ainda não foram atribuídos.

### Tribo Cymbidieae Pfitzer
Preferimos não definir esta tribo pois neste momento sua classificação está por demais incerta. Antes da taxonomia filogenética era formada por sete subtribos, dentre elas Goveniinae, Eulophiinae, Cyrtopodiinae e Catasetinae eram as que apresentavam espécies brasileiras.
A subtribo Eulophiinae aparentemente permanecerá como está, porém grande parte de seus gêneros será reorganizada.
A subtribo Goveniinae, descobriu-se recentemente, reside nas proximidades da tribo Calypsoeae, portanto para lá deve ser removida, seja como tribo irmã ou subtribo. Aqui já vem separada.
A subtribo Cyrtopodiinae incluía doze gêneros, dentre ele nossos bem conhecidos gêneros Galeandra, Cyrtopodium e Grobya, mas por outro lado incluía também os Cymbidium do sudeste asiático. Interessante notar que esses gêneros brasileiros podem ser cruzados com os gêneros da subtribo Catasetinae, mas não com outros gêneros da própria subtribo a que pertencem. Parece-nos que recentemente os gêneros do sudeste asiático foram removidos para outra subtribo, Cymbidiinae. Resta saber o que acontecerá com nossos gêneros, bem como com o africano Anselia. Na dúvida se serão subordinados a Catasetinae ou não aqui trazemos as duas subtribos em separado como estavam até agora.
A subtribo Catasetinae até então permanece como está, no entanto acreditamos que poderá conter futuramente os gêneros que relacionamos no parágrafo anterior.
A Subtribo Lycastinae Schlechter é formada por plantas de pseudobulbos gomosos, facetados, angulosos, teragonos, elipsoides, ou comprimidos dos lados, muitas vezes fortemente angulosos, apenas uma ou duas folhas, no ápice do pseudobulbo, multinervadas, pecioladas, sem Bainhas foliares. Lycastine rácimo com uma ou poucas flores; polinário com longo caudículo. Bifrenarine, rácimo com uma ou muitas flores; polinário relativamente curto ou aparentemente nulo, folhas teretes e pseudobulbos quase imperceptíveis em Scuticaria.
Por fim, verificou-se que tantos os gêneros desta tribo, como os da tribo Maxillarieae, descendem de um ancestral comum.  Portanto, não nos estranharia ver a tribo Maxillarieae acabar subordinada a Cymbidieae, mas trataremos disto com mais detalhes ao discutir esta Tribo.
Apesar de não trazermos aqui a definição da tribo, independente da solução adotada, todas as espécies deste grupo sempre compartilharão algumas características, a saber: São plantas de crescimento simpodial, com inflorescências laterais, de flores que apresentam polínário com claudículo e retináculo distintos.

#### SubtriboEulophiinaeBentham
Composta por treze gêneros de plantas mais frequentemente terrestres, com pseudobulbos pequenos; folhas grande e espessas, comum maculadas; com flores pequenas de labelo fixo e calcarado, e coluna bastante reduzida, sem pé,  com rostelo não saliente, e políneas ceroides compressíveis. Três gêneros no Brasil. 
- Cyanaeorchis  Thouars
- Eulophia  R. Brown
- Oeceoclades  Lindley

#### SubtriboCyrtopodiinaeBentham
Conforme explicamos acima o destino dessa subtribo é incerto, provavelmente destina-se a ser incluída em uma subtribo Catasetinae de definição ampliada. Os três gêneros brasileiros que a ela pertencem caracterizam-se por serem terrestres, rupícolas ou epífitas; com pseudobulbos bem marcados, algumas vezes muito grandes, mesmo gigantes, marcados por anéis; folhas bastante longas multinervuradas; e flores, em cuja coluna o com rostelo não é saliente, que apresentam políneas ceroides compressíveis. 
- Galeandra  Lindley
- Grobya  Lindley
- Cyrtopodium  R. Brown

#### SubtriboCatasetinaeSchlechter
São cinco gêneros, quatro no Brasil, de plantas epífitas de crescimento cespitoso, com morfologia vegetativa muito semelhante, quase indistinguíveis, com pseudobulbos carnosos, mais ou menos longos e anelados, e folhas caducas miltinervadas e graminoides. As flores apresentam políneas cartilaginosas não compressíveis. Alguns gêneros expelem o polinário mecanicamente, e ou apresentam flores unissexuadas ou hermafroditas, algumas vezes na mesma inflorescência. 
- Catasetum  Kunth
- Clowesia  Lindley
- Cycnoches  Lindley
- Mormodes  Lindley

### TriboMaxillarieaePfitzer
Os gêneros desta tribo compartilham um ancestral comum com os da tribo Cymbideae, o qual por sua vez não é compartilhado pelas outras tribos dessa subfamília, assim não estamos seguros se ambas não serão futuramente unificadas.
Como quase a totalidade das subtribos desta tribo pertencem ao novo mundo e na maioria existem também no Brasil, além de serem plantas de grande interesse cultural as quais apresentam relacionamentos bastante complicados, trataremos delas aqui com mais detalhes.
Correntemente sendo estudada por diversos pesquisadores da Universidade da Florida, comandados por Norris Williams, a análise final desta subtribo ainda não foi publicada, no entanto estudos preliminares parecem indicar sua divisão em subtribos que aqui vem apresentadas hierarquicamente, conforme foram divergindo de um ancestral comum.
Caracterizam-se por serem plantas extremamente variáveis, geralmente epífitas, que sempre apresentam flores com políneas cartilaginosas não compressíveis facilmente.

#### SubtriboEriopsidinaeSzlachetko
A primeira divergência é constituída por esta subtribo monogenérica cuja classificação mais adequada permaneceu incerta por muito tempo. Caracterizam-se por serem plantas de pseudobulbos agregados lisos e alongados, bifoliados; com folhas planas multinervuradas; e inflorescências racemosas, comportando numerosas flores amarelas de labelo carenado, com dois cornos no disco, móvel, articulado com o pé da coluna e formando mento evidente.
- Eriopsis  Lindley

#### SubtriboOncidiinaeBentham
Nos últimos anos, começou-se a estudar o DNA de grande parte das orquídeas procurando melhor compreender sua evolução, bem como confirmar ou corrigir sua presente classificação. A subtribo Oncidiinae é uma das que apresentaram maior quantidade de alterações necessárias de modo a fazer que os gêneros reflitam de maneira fiel os caracteres evolucionários e de parentesco além da morfologia.
De acordo com este estudo a subtribo Oncidiinae coloca-se como irmã de uma subtribo Maxillariinae talvez ampliada para incluir Stanhopeinae, Xylobiinae, Lycastinae, e Coeliopsidinae e de Zygopetalinae, nela incluída Cryptarheninae. Epiopsidinae coloca-se também como subtribo irmã das subtribos citadas. Em todo caso o status ou ranking final de todas essas subtribos ainda é incerto. 
Quanto a Oncidiinae propriamente dita, foi também, ampliada para conter as antigas Ornithocephalinae, Telipogoninae e Pachyphyllinae. Com esta união cria-se uma subtribo enorme e grandemente heterogênea que fatalmente necessitará de subdivisões internas de modo a não se perderem as informações de relacionamentos entre os gêneros.
Com base em análises preliminares e algumas de suas conclusões começou-se a reorganizar os antigos gêneros. A subtribo Oncidiinae é uma das que apresentaram maior quantidade de alterações necessárias na classificação corrente, de modo a fazer que os gêneros reflitam de maneira fiel as informações filogenéticas e a morfologia compartilhada pelos grupos. Alguns novos gêneros foram criados e outros unificados passando então as espécies a serem ou não divididas em subgêneros. Algumas dessas alterações, a despeito de encontrarem pleno respaldo filogenético refletem apenas frouxamente os caracteres morfológicos das espécies.  Alguns gêneros antes uniformes morfologicamente agora tornaram-se amplos e variáveis. A reorganização de muitos outros gêneros ainda por vir tornarão esse ajuste ainda mais confuso. Parece que algumas dessas alterações dificilmente serão aceitas sem algumas adaptações.Muitas destas propostas alterações estão ocasionando grandes controvérsias, pois se bem que ninguém duvide de sua necessidade, não há acordo quanto a maneira de subdividir ou fundir os gêneros de cada um dos grupos.
Importante divergência molecular separa a subtribo Oncidiinae de todas as que virão a seguir, as quais compartilham um ancestral comum entre si.
No total podem ser reconhecidos cerca de dez grandes grupos de gêneros dentro de Oncidiinae, variando esse número conforme se desejem agrupamentos maiores ou menores. Tratamos com mais detalhes os gêneros que nos interessam diretamente por serem brasileiros.
As características compartilhadas por todas as plantas desta subtribo, segundo sua recente definição ampliada, são: a presença de folhas com nervuras pouco salientes, de prefoliação duplicativa, ou seja, quando em formação apenas dobradas longitudinalmente, e não enroladas; e flores de coluna sem prolongamento basal abaixo do ponto de inserção do ovário, com rostelo projetado para adiante, que apresentam polínário com caudículo e retináculo distintos, e políneas cartilaginosas não comprimíveis facilmente.
Naturalmente a filogenia nos proporciona notáveis informações desses relacionamentos ao observarmos um cladorama no entanto este deve ser completado por informações sobre a morfologia comum entre as espécies e gêneros. Analisando o trabalho comandado por Norris Williams percebemos que Oncidiinae pode ser dividida em quatro clados principais e em cerca de dez subclados secundários, variando esse número conforme se desejem agrupamentos maiores ou menores. Tratamos com mais detalhes os gêneros que nos interessam diretamente por serem brasileiros. Vem divididos pela ordem de divergência de ancestrais comuns, os primeiros divergiram antes assim compartilham menos ancestrais em comum que os últimos. (Pridgeon & Chase)
Por questão de clareza aqui atribuímos nomes de um dos seus gêneros à cada um destes clados. Estes nomes não serão necessariamente utilizados no futuro como titulares desses clados. Como a subdivisão apresentada pode mudar, por hora omitimos a descrição da morfologia dos grupos menos definidos.

##### Clado Trichopilia
São três gêneros brasileiros de plantas epífitas com pseudobulbos evidentes, compressos, oblongados ou roliços, unifoliados e folhas coriáceas ou carnosas; de flores com labelo sem calcar nem apêndices basilares, com antera incumbente e duas políneas; ou a coluna apresenta duas asas junto ao estigma ou clinândrio circundado por uma membrana que abraça a antera. 
- Trichopilia  Lindley
- Psychopsiella  Lückel & Braem
- Psychopsis  Rafinesque

##### Clado Trichocentrum
São quatro gêneros brasileiros de plantas epífitas, que inclui também uma seção a ser separada de Oncidium, que apresentam pseudobulbos unifoliados pequenos ou muito pequenos em relação ao tamanho das folhas, estas carnosas e quebradiças, que em sua maioria tem um formato popularmente conhecido como orelha-de-burro ou então roliças e conhecidas como rabo-de-rato. De resto a morfologia floral é bastante variável. Este grupo deve sua conformação mais a caracteres genéticos que morfológicos e é objeto de ampla controvérsia.
- Trichocentrum  Poeppig & Endlicher
- Lophiaris  Rafinesque
- Cohniella  Pfitzer
- Saundersia  Reichenbach
- Grandiphyllum A.Docha Neto

##### Clado Oncidium
Pode ser subdividido de diversas maneiras. Adotamos aqui a divisão em cinco subclados dos quais estão presentes no Brasil:

###### Subclado Oncidium
Agrupa diversos gêneros de morfologias bastante discrepantes. É formado por Symphyglossum, Cochlioda, Collarestuartense, Mexicoa, Miltonioides, Odontoglossum, Chamaeleorchis, Sigmatostalix, Solenidiopsis e diversos grupos de Oncidium dentre eles os nossos Oncidium heteranthum, Oncidium excavatum, Oncidium sphacelatum, e também o Oncidium cheirophorum, Oncidium obryzatoides, Oncidium klotzcheanum, etc..
É com ansiedade que aguardamos e reorganização destes gêneros pois a evolução convergente ou divergente dentro deste grupo torna extremamente complicada sua divisão morfológica, mesmo por subgêneros. A proposta apresentada é a inclusão de todos estes gêneros em Oncidium. Esta solução não nos parece muito adequada. Mantemos aqui a lista ainda vigente dos gêneros brasileiros. Notamos ainda que o gênero Oncidium, como entendido aqui é formado por poucas das seções brasileiras. A maior parte dos Oncidium brasileiros deverá subordinada a outros gêneros ou formar novos.
- Oncidium  Swartz
- Sigmatostalix Reichenbach
- Chamaeleorchis  Senghas & Lückel

###### Subclado Cyrtochilum
Apresenta diversos subgrupos, dentre eles os gêneros Otoglossum, que agora inclui a seção Serpentia de Oncidium; Cyrtochilum que agora inclui Dasyglossum, Neodryas, Rusbyella, e Trigonochilum; Caucaea, que inclui a seção Cucullata de Oncidium; Miltoniopsis, e Cyrtochiloides recentemente removido de Oncidium.
- Otoglossum  Garay & Dunsterville

###### Subclado Brassia
Inclui também Miltonia, Aspasia, Ada, Brachtia, Mesospinidium, Systeloglossum, Oliveriana, Cischweinfia, além de Phymatochilum, gênero monotípico recéntemente criado para o antigo Oncidium phymatochilum, por algum tempo esteve incluído em Miltonia.
- Aspasia  Lindley
- Miltonia  Lindley
- Brassia  R. Brown
- Phymatochilum  Christenson

###### Subclado Gomesa
Este grupo pode ser dividido em dois:
Alliance Gomesa (que inclui também  algumas das seções brasileiras de Oncidium a saber Crispa, Bicolor, Barbatum e Raniferum). 
- Rodrigueziella Kuntze
- Rodrigueziopsis Schlechter (falta amostrar Taxon)
- Binotia Rolfe (falta amostrar Taxon)
- Gomesa R. Brown
- Ornithophora Hooker (falta amostrar Taxon)
- Baptistonia Barbosa Rodrigues
- Brasilidium Campacci
- Carenidium D.H.Baptista
- Rhinocidium D.H.Baptista
- Coppensia Sims
- Alatiglossum D.H.Baptista

Alliance Capanemia que inclui grande miscelânea de pequenos gêneros divididos por uns sete grupos de afinidade, seguem os brasileiros:
Suballiance Capanemia: A despeito de sua semelhança com Quekettia, estudos preliminares da filogenia de Capanemia, não a situam tão próxima assim da primeira, mas surpreendentemente nas proximidades de Solenidium e Zelenkoa, três gêneros morfologicamente bastante diversos. Como se trata de estudo ainda não publicado, infelizmente os detalhes ainda não estão disponíveis e os resultados finais podem ser outros.
- Capanemia  Barbosa Rodrigues
- Solenidium  Lindley (falta amostrar Taxon)

Suballiance Notylia:
- Notylia  Lindley
- Macroclinium  Dodson
- Warmingia  Reichenbach f. (falta amostrar Taxon)
- Macradenia  R. Brown (falta amostrar Taxon)

Suballiance Quekettia: Grupo de espécies miniaturas cujo relacionamento, segundo critérios filogenéticos, ainda não está bem elucidado. Provavelmente inclui também Trizeuxis, Plectrophora, talvez Polyotidium e Sanderella, e os estrangeiros, Cipholoron, e Pterostemma.
- Quekettia  Lindley (falta amostrar Taxon)
- Trizeuxis  Lindley (falta amostrar Taxon)
- Sanderella  Kuntze (falta amostrar Taxon)
- Polyotidium  Garay (falta amostrar Taxon)
- Plectrophora  Focke (falta amostrar Taxon)

Suballiance Leochilus: grupo com é composto ainda por Papperizia, Goniochillus e vários outros pequenos gêneros estrangeiros.
- Leochilus Knowles & Westcott (falta amostrar Taxon)

Suballiance Rodriguezia: possivelmente com Schunkea, cujo parentesco não deixa de ser surpreendente uma vez que vegetativamente a última assemelha-se muito mais a Cischweinfea, que por sua vez pertence ao grupo de Aspasia e Miltonia. Outro gênero ainda cuja posição encontra-se indeterminada é Leucohyle que por muito tempo foi considerada parente de Trichopilia. Não encontramos informações a este respeito, portanto estamos classificando-o provisoriamente junto a Schunkea. Registramos que poderia também estar junto com Cischweinfea, com o qual guarda alguma semelhança. 
- Rodriguezia  Ruiz & Pavón
- Schunkea  Senghas (falta amostrar Taxon)
- Leucohyle Klotzsch (falta amostrar Taxon)

Suballiance Comparettia: quase certamente com Neokoehleria. Arriscamo-nos a incluir aqui também Stictophyllorchis que compartilha algumas características morfológicas de Ionopsis, entretanto Stictophyllorchis também compartilha algumas características com Quekettia, e Trizeuxis, possivelmente é um gênero intermediário entre estes gêneros e talvez fosse melhor estar junto a Trizeuxis.
- Comparettia  Poeppig & Endlicher
- Ionopsis  Kunth
- Diadenium  Poeppig & Endlicher (falta amostrar Taxon)
- Scelochilus  Klotzsch (falta amostrar Taxon)
- Stictophyllorchis  Dodson & Carnevali (falta amostrar Taxon)

###### Subclado Tolumnia
Composto por Psygmorchis, gênero hoje considerado sinônimo de Erycina, além de Rynhchostele, este último corresponde aos antigos Odontoglossum mexicanos separados em gênero autônomo.
- Tolumnia  Rafinesque
- Erycina  Lindley

##### Clado Ornithocephalus
Dividido em quatro subclados dos quais apenas dois estão presentes no Brasil, os clados ausentes são os dois aos quais pertencem Pachyphyllum e Fernadezia; e Telipogon,  Stellilabium, Hofmeisterella e Trichoceros.

###### Subclado Lockhartia
Segundo análises filogenéticas preliminares, Lockhartia aparece mais ou menos isolada. 
- Lockhartia  Hooker

###### Subclado Ornithocephalus
Composto por uma infinidade de pequenos gêneros, dos quais os brasileiros são:
- Caluera Dodson (falta amostrar Taxon)
- Dunstervillea Garay (falta amostrar Taxon)
- Phymatidium Lindley
- Platyrhiza Barbosa Rodrigues (falta amostrar Taxon)
- Rauhiella Pabst & Braga (falta amostrar Taxon)
- Thysanoglossa Porto & Brade (falta amostrar Taxon)
- Centroglossa Barbosa Rodrigues  (falta amostrar Taxon)
- Chytroglossa Reichenbach
- Ornithocephalus Hooker
- Zygostates Lindley (Taxon separa Dipteranthus)

### SubtriboZygopetalinaeSchlechter
Corresponde à terceira divergência da tribo Oncidiinae. As subtribos a seguir, incluída esta, compartilham um ancestral comum o qual não é compartilhado com Oncidiinae, assim sendo Maxillariinae poderia ser ampliada para incluir  Stanhopeinae e Zygopetalinae.
As plantas desta subtribo, sem pseudobulbos ou com pseudobulbos de aspectos variáveis, caracterizam-se por apresentarem inflorescências axilares, ou seja, emergindo dentre as bainhas na base dos pseudobulbos ou dentre as folhas do fascículo no caso de não apresentarem pseudobulbos. O labelo de suas flores é móvel, articulado na extremidade do pé da coluna, quase sempre formando com o mesmo um mento mais ou menos evidente. As folhas podem ser de prefoliação convolutiva ou duplicativa. O polinário apresenta caudículo e retináculo distintos e polínias cartilaginoides não compressíveis com os dedos. Pode ser dividida em dois grupos de gêneros um com pseudobulbos e outro sem, ou quatro clados como segue:

#### CladoCryptarrheninaeDressler
Anteriormente, por suas características únicas e de difícil classificação, esteve subordinada à subtribo Notyliae com as quais compartilha diversas características tais como a antera livre no dorso da coluna e clinândrio baixo, rostelo curto, coluna sem prolongamento basal em cálcar e ovário não funiculado. Com um único gênero este clado é composto por plantas pequenas de prefoliação duplicativa, sem pseudobulbos aparentes, de inflorescências longas e pendentes e flores muito pequenas com labelo longamente ungüiculado e apresentando dois lobos laterais estreito, o mediano em formato de meia lua. Quatro polínias.
- Cryptarrhena Lindley

#### CladoDichaeinae
Plantas epífitas pequenas, sem pseudobulbos, de crescimento monopodial, com caules eretos ou pendentes; de prefoliação dupilicativa, com folhas imbricantes articuladas acima da bainha ou não, apresentando inflorescências axilares monantas, de flores pequenas cuja coluna é provida de uma lígula ereta ou ascendente  na margem inferior do estigma, quase sempre curta e espessa, e labelo unguiculado.
- Dichaea Lindley

#### CladoZygopetalinaeSchlechter
Composto pelos gêneros que apresentam pseudobulbos e labelo com calo transversal elevado. As folhas deste grupo são de prefoliação convolutiva, planas quando desenvolvidas, com nervuras salientes pelo verso. Podem ser terrestres, rupícolas ou epífitas.
- Promenaea  Lindley
- Pabstia  Garay
- Zygopetalum  Hooker
- Zygosepalum  Reichenbach f.
- Neogardneria  Schlechter
- Batemannia  Lindley
- Galeottia  A. Richard
- Koellensteinia  Reichenbach f.
- Acacallis  Lindley
- Aganisia  Sprengel
- Chaubardia  Reichenbach f.

#### CladoWarreinae
Plantas como no clado anterior anterior porém sempre terrestres e com pseudobulbos diminutos, nulos ou atrofiados, inflorescência racemosa ou pouco paniculada, longa, multiflora, com flores de labelo inteiro ou trilobado mas então com lobos laterais soldados ao calo do disco.
- Otostylis  Schlechter
- Warrea Lindley
- Paradisanthus  Reichenbach f.

#### CladoHuntleyinaePfitzer
Plantas sem pseudobulbos; de prefoliação dupilicativa, com folhas imbricantes de nervuras pouco salientes dispostas em fascículos, apresentando inflorescências axilares monantas de flores com rostelo não projetado, emarginado, coluna quase sempre com prolongamento basal abaixo do ponto de inserção do ovário e com ele formando mento auxiliado pelas sépalas laterais; com calo transversal no disco do labelo, este em regra flabelado.
- Pescatoria  Reichenbach f.
- Chaubardiella  Garay
- Cheiradenia  Lindley (falta amostrar Taxon)
- Cochleanthes  Rafinesque
- Kefersteinia  Reichenbach f.
- Huntleya  Lindley
- Stenia  Lindley

### SubtriboStanhopeinae
Plantas geralmente epífitas, raro terrestres ou rupícolas, de pseudobulbos curtos e folhas plurinervadas, as basilares curtas e as terminais, até três, atenuadas em pecíolo. Inflorescências basais curtas, pendentes ou horizontais, com até oito flores, comportando duas polínias.

#### CladoCoeliopsidiinae
Subtribo Coeliopsdinae é uma nova subtribo que faz a transição entre Stanhopeinae e Maxillariinae que se distingue de Stanhopeinae por suas flores serem menos tombadas e, em regra, mais numerosas com labelo bem mais simples. Conta com três gêneros Coeliopsis, Lycomormium, mais próximos entre sí, e Peristeria. É possível que os três gêneros acabem por serem unificados. Destes, um ou dois presentes no Brasil. São plantas de pseudobulbos ovalados, com flores grandes, pouco ou nada tombadas, de sépalas e pétalas parecidas e não muito patentes.
- Lycomormium  Lindley
- Peristeria  Hooker

#### CladoStanhopeinaeBentham
Flores grandes, perfeitamente tombadas, de sépalas bastante diferentes das pétalas e patentes, com labelo dividido em três partes distintas.
- Stanhopea  Hooker
- Acineta  Lindley
- Coryanthes  Hooker
- Houlletia  Brongniart
- Braemia Jenny
- Cirrhaea  Lindley
- Gongora  Ruiz & Pavón
- Lacaena  Lindley
- Paphinia  Reichenbach f.
- Polycycnis  Reichenbach f.
- Archivea Christenson
- Lueckelia Jenny

### SubtriboMaxillariinaeBentham
Abrange os gêneros no quais a coluna pode ou não ter prolongamento podiforme como um mento de mamífero, de onde adveio o nome dado ao agrupamento que no gênero Maxillaria; o labelo é um tanto versátil, móvel de cima para baixo e está sempre articulado com a base da coluna. No que concerne ao porte geral, existem na maioria dos casos pseudobulbos encimados com 1 ou mais folhas, ladeados de bainhas, com ou sem lâmina foliar. O rizoma pode ser curto ou longo e, de acordo com ele, tornando a planta cespitosa, rasteira ou pendente. Só existem aqui plantas tipicamente epífitas e rupícolas e com flores isoladas sobre pedúnculos que emergem das axilas das bainhas ou folhas laterais, solitários ou em fascículos de duas a dez. Muitas dentre elas possuem perfume agradável que se faz sentir em determinadas horas do dia ou da noite. (Hoehne).

#### CladoBifrenariinae
- Bifrenaria
- Rudolfiella
- Hylaeorchis
- Scuticaria
- Guanchezia

#### CladoLycastinaeSchlechter
- Lycaste
- Anguloa
- Ida

#### CladoMaxillariinaeBentham
- Maxillaria
- Trigonidium
- Mormolyca
- Brasiliorchis
- Camaridium
- Christensonella
- Cryptocentrum
- Cyrtidiorchis
- Heterotaxis
- Inti
- Mapinguari
- Maxillariella
- Nitidobulbon
- Ornithidium
- Pitiphyllum
- Rhetinantha
- Sauvetrea

#### Clado Xylobiinae
- Xylobium